# Aleyrodes proletella
La mosca blanca de la col (Aleyrodes proletella) és una espècie d'insecte hemípter de la família Aleyrodidae que es troba pràcticament per tot el món. De fet no és estrictament una mosca (ordre dels dípters).
És una de les mosques blanques més importants a Catalunya. L'adult presenta una tonalitat groguenca on destaquen tres taques fosques en les ales anteriors. Aquestes estan recobertes d'una gran secreció blanquinosa produïda per les glàndules abdominals, que deixen les fulles de les cols recobertes d'una pols blanca. Un dels seus enemics naturals més freqüents és Encarsia pergandiella.
Aquesta espècie pot alimentar-se i desenvolupar el seu cicle biològic en multitud d'espècies vegetals. Però sobretot és coneguda per desenvolupar-se en plantes conreades del gènere Brassica com la col, bròquil, coliflor, col de Brussel·les i unes altres, En les quals es desenvolupa de vegades de manera explosiva i pot arribar a ser una plaga afectant a la producció d'aquests cultius.